# Norra Yuandynastin
Norra Yuandynastin eller Norra Yuan (北元; Běi Yuán) var en mongolisk dynasti som följde efter Mongolväldet och Yuandynastins fall 1368. Regimen varade fram till 1635 då den upptogs i den manchueriska Qingdynastin. Namnet Norra Yuandynastin används ibland bara fram till 1388 eller 1402 baserat på att regenterna då upphörde att använda titeln kejsare.

## Etablering i kärnlandet
1368 lämnade Yuandynastins sista kejsare Toghon Temür dynastins huvudstad Khanbalik (dagens Peking) och flydde norrut till mongolernas kärnland efter att upprorsledaren Zhu Yuanzhang utropat sig som kejsar Hongwu och grundat Mingdynastin (1368–1644). Toghon Temür och hans följe på ungefär 60 000 personer begav sig till Xanadu i Inre Mongoliet. 1369 attackerade Mingdynastins styrkor Xanadu, och mongolerna fick fly vidare längre norrut till Yingchang (应昌) (vid västra stranden Dalai Nur i Heshigten i Inre Mongoliet). Toghon Temür avled 1370 och efterträddes av sin son Ayushiridara. Kort därefter attackerades även Yingchang av Mingdynastin och Ayushiridara flydde till Karakorum där han utropade sig som kejsare 1371. Karakorum totalförstördes av Mingdynastins trupper 1388.

## Splittring och enande
Toghus Temür mördades 1388 av sin egen general Yesüder (som var ättling till Ariq Böke) och mongolerna splittrades i strider om makten. År 1400 utropade sig Gün Temür som storkhan över tatarerna, men mördades 1402 av adelsmannen Guilichi som regerade till 1408. Enligt det officiella historieverket Mingshi så var Guilichi den första ledaren för Norra Yuandynastin som inte tog sig titeln kejsare.
Den starka ledaren Dayan Khan (r. 1478–1516) besegrade Oiraterna och enade och strukturerade mongolerna i sex stammar (eller tumen):
- Chaharmongoler (östra/vänster) (det var Chaharernas ledare som var khaner över Norra Yuandynastin.[1])
- Altai Uriankhai (östra/vänster)
- Khalkhamongoler (östra/vänster)
- Ordosmongoler (västra/höger)
- Tumedmongoler (västra/höger)
- Kharchinmongoler[9] (västra/höger)

Altan Khan grupperade i mitten på 1500-talet mongolerna i två delar; Oiraterna (östra) och Khalkhamongoler (västra).

## Kriget mot Mingdynastin
Norra Yuandynastin hävdade sin rätt över Kina, och ett flertal militära slag stod mot Mingdynastin. 1372 anföll Mingdynastin med totalt 150 000 man på tre fronter mot mongolerna och dess huvudstad Karakorum, men besegrades av mongolerna. 1388 led mongolerna ett stort nederlag mot Mingdynastin efter Slaget vid Buirsjön. Vid Tumukrisen 1449 lyckades mongolerna under ledning av Esen khan tillfångata Mingdynastins kejsar Zhengtong. 1497 till 1505 ledde Dayan Khan en serie räder mot Mingdynastins gränser.

## Dynastins fall
Under 1600-talet föll Norra Yuandynastin successivt i takt med att manchuerna blev starkare. Manchuerna inkluderade mongolerna i de Åtta baneren. 1635 hade dynastin helt upplösts efter att dess sista ledare Ejei Khan kapitulerat till Qingdynastins Hong Taiji

## Regentlängd
| Nr | Personnamn                         | Titel                            | Regeringstid                                   | Regeringsperiod             |
| -- | ---------------------------------- | -------------------------------- | ---------------------------------------------- | --------------------------- |
| 1  | Toghon Temür                       | Uqaγatu khan Kejsar Shun         | (1333) 1368–1370                               | Zhizheng (1341) 1368 – 1370 |
| 2  | Ayushiridara                       | Biligtü khan Kejsar Hexiao       | 1370/1371–1378                                 | Xuanguang 1371–1378         |
| 3  | Toghus Temür                       | Usqal khan Kejsar Ningxiao       | 1378–1388                                      | Tianyuan 1379–1388          |
| 4  | Yesüder                            | Joriγtu khan                     | 1388–1392                                      |                             |
| 5  |                                    | Engke khan                       | 1392                                           |                             |
| 6  | Elbeg                              | Elbeg khan                       | 1392/1393–1399                                 |                             |
| 7  | Güntömör                           | Toγoγan khan                     | 1400–1402                                      |                             |
| 8  | Ugechi Khasakha                    | Guilichi khan                    | 1402–1408                                      |                             |
| 9  | Bunyashir / Buyanshir / Buniyashir | Oljeitu khan / Ölziitömör khan   | 1408–1412                                      |                             |
| 10 |                                    | Dalbag / Delbeg khan             | 1412–1414                                      |                             |
| 11 |                                    | Oiradai khan / Esekhü khan       | 1414–                                          |                             |
| 12 |                                    | Adai khan                        | 1425/1426–1438                                 |                             |
| 13 | Totobukha                          | Taisun khan                      | 1439–1452                                      |                             |
| 14 | Agbarjin Jonon                     |                                  | 1452                                           |                             |
| 15 | Esen Taish                         | Esen khan                        | 1438/1452–1454/1455                            |                             |
| 16 | Markörgis                          | Ükegtü khan                      | 1455– ca 1465 1453                             |                             |
| 17 | Tögüs                              | Molon khan                       | ca1465–1466                                    |                             |
| 18 |                                    | Mandughul khan / Manduul khan    | ca 1473–1478/79                                |                             |
| 19 | Batu Möngke                        | Dayan khan                       | 1470–1543 ca 1480– ca 1524 1480–1517 1470–1544 |                             |
| 20 | Barsbolad (巴尔斯博罗特)           |                                  | –1531                                          |                             |
| 21 |                                    | Bodi Alagh khan                  | 1544–1547                                      |                             |
| 22 |                                    | Daraisung Gudeng khan / Daraisun | 1547/48–1557                                   |                             |
| 23 |                                    | Tümen Jasaghtu khan              | 1557–1592 / 1558–1593                          |                             |
| 24 |                                    | Buyan Sechen khan                | 1592–1604 / 1593–1603                          |                             |
| 25 |                                    | Ligdan khan / Ligden             | 1604–1634                                      |                             |